# Machadoessa inops
Genre
Espèce
Machadoessa inops, unique représentant du genre Machadoessa, est une espèce d'opilions laniatores de la famille des Assamiidae.

## Distribution
Cette espèce se rencontre en Angola et au Congo-Kinshasa.

## Description
La femelle holotype mesure 1,8 mm.

## Étymologie
Ce genre est nommé en l'honneur d'António de Barros Machado.

## Publication originale
- Lawrence, 1951 : « A further collection of opiliones from Angola made by Dr. A. de Barros Machado in 1948–1949. » Publicações Culturais Companhia de Diamantes de Angola, vol. 13, p. 29–44.